# Cadru tehnic p.s.i.
Cadrul tehnic p.s.i. sau cadrul tehnic cu atribuții de prevenire și stingere a incendiilor, este persoana fizică, angajată special sau care asigură îndeplinirea prin cumul a atribuțiilor privind apărarea împotriva incendiilor și care deține competențele profesionale sau care dobândește dreptul de exercitare a ocupației prin brevetul de pompier specialist desemnată potrivit legii, de către primar sau administratorul unității să se ocupe de organizarea activității de prevenire a incendiilor în cadrul unității sau agentului economic.
Competențele  cadrului tehnic p.s.i. sunt definite pe baza standardului ocupațional COR 315104 acreditat CNFPA și avizat IGSU.
Activități pe care le desfășoară cadrul tehnic p.s.i. conform standardului ocupațional :
- controlul aplicării normelor de apărare împotriva incendiilor în cadrul unității;
- elaborarea documentelor specifice activității de apărare împotriva incendiilor;
- instruirea personalul în domeniul p.s.i.;
- monitorizarea activități de prevenire și stingere a incendiilor;
- planificarea activității de prevenire și stingere a incendiilor.

Profesia de formator cadru tehnic de p.s.i. este recunoscută de Ministerul Muncii, Familiei și Protecției Sociale si Ministerul Educației, Cercetării, Tineretului și Sportului prin codul COR (Clasificarea ocupațiilor din România) 315104.